# جان بیگلر
جان بیگلر (انگلیسی: John Bigler؛ ۸ ژانویهٔ ۱۸۰۵ – ۲۹ نوامبر ۱۸۷۱) یک سیاست‌مدار اهل ایالات متحده آمریکا بود. وی بین سال‌های ۱۸۵۲ تا ۱۸۶۵ سومین فرماندار ایالت کالیفرنیا بود آخرین سمت وی سفیر ایالات متحده آمریکا در شیلی بود